# Pęcherzyki płucne

Schemat budowy anatomicznej pęcherzyków płucnych

Pęcherzyki płucne (łac. alveoli pulmonis) – struktura anatomiczna płuca ssaków mająca kształt wydrążonej jamy, której ścianę tworzy cienki nabłonek jednowarstwowy płaski (zbudowany głównie z pneumocytów I i II typu). Z zewnątrz pęcherzyki są pokryte przez naczynia włosowate. Liczbę pęcherzyków w płucach człowieka szacuje się na 300–500 milionów, ich średnica wynosi od 0,15 do 0,6 mm, a ich łączna powierzchnia wynosi ok. 140 m². Dodatkowo są pokryte surfaktantem, czyli czynnikiem białkowo-lipidowym, który zmienia napięcie powierzchniowe i sprawia, że ciśnienie panujące w pęcherzykach jest niezależne od ich wielkości, dzięki czemu pęcherzyki o różnej wielkości mogą współistnieć ze sobą.
Pęcherzyki płucne przylegają do siebie w taki sposób, że sąsiadujące pęcherzyki posiadają wspólną ścianę, która jest nazwana przegrodą międzypęcherzykową. Przegroda ta jest bardzo podatna na uszkodzenia i zawiera pory Kohna (nieduże otworki łączące światła dwóch sąsiadujących pęcherzyków).
Poza komórkami tworzącymi nabłonek jednowarstwowy płaski, w pęcherzykach płucnych znajdują się dwa inne typy komórek: makrofagi (komórki żerne), a także komórki, które wytwarzają surfaktant.
Wchodząc do pęcherzyka włośniczki przynoszą krew bogatą w dwutlenek węgla i wodę. W pęcherzyku tlen z powietrza zostaje wychwycony przez krwinki czerwone we włośniczkach, które jednocześnie pozbywają się dwutlenku węgla. Krew opuszczająca włośniczki pęcherzykowe jest bogata w tlen, który przenosi do wszystkich komórek ustroju. W pęcherzykach panuje ciśnienie śródpęcherzykowe.